# Ossian Smyth

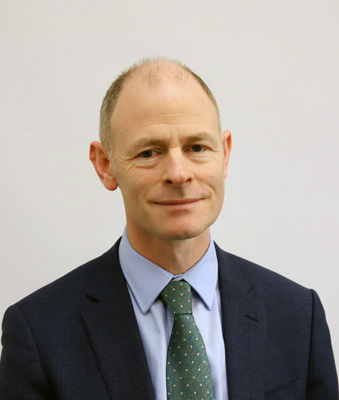
Ossian Smyth (2020)

Ossian Smyth (* in Dún Laoghaire) ist ein irischer Politiker der Green Party (GP) und war von 2020 bis 2024 Abgeordneter (Teachta Dála) im Dáil Éireann.

## Leben
Smyth hat einen Bachelor-Abschluss (B.Sc.) in Informatik am Trinity College Dublin.
2014 wurde er in den  Dún Laoghaire–Rathdown County Council gewählt. Smyth war Vorsteher (Cathaoirleach) des Councils von 2018 bis 2019. Seinen Sitz im Council konnte er bei den Wahlen 2019 verteidigen. Als er im darauffolgenden Jahr zu den Wahlen zum Dáil Éireann antrat, konnte er den Sitz im Unterhaus für den Wahlkreis Dún Laoghaire für die Green Party erobern. Zum 1. Juli 2020 wurde er dann zum Staatsminister im Ministerium für öffentliche Ausgaben, NDP-Umsetzung und Reformen mit dem Aufgabenbereich öffentliches Beschaffungswesen und eGovernment sowie im Ministerium für Umwelt, Klima und Kommunikation mit dem Aufgabenbereich Kommunikation und Kreislaufwirtschaft ernannt. Mit dem Regierungswechsel von der Regierung Martin I zur Regierung Varadkar II behielt er diesen Posten.
Bei den Wahlen zum Dáil Éireann 2024 wurde er nicht wiedergewählt. Sein Versuch, stattdessen über die Liste des Trinity College Dublin in den Seanad Éireann einzuziehen, scheiterte ebenfalls.